# Cruiser Mk II
Крейсерський танк, Модель 2 (англ. Tank, Cruiser, Mark II), A10 — британський крейсерський танк 1930-х років, середній за масою. Створений в 1934–1936 роках фірмою «Віккерс», паралельно з танком Mk I як краще захищена, «піхотна» або «важка крейсерська» версія останнього. У ході серійного виробництва в 1938–1940 роках було випущено 175 одиниць A10 в декількох варіантах. Танки цього типу залишалися на озброєнні аж до початку Другої світової війни та обмежено використовувалися під час Французької та початкового періоду Північноафриканської кампаній, показавши незадовільні бойові якості, хоча і кращі, ніж у Mk I. У зв'язку з безнадійною застарілістю останні вцілілі танки цього типу були зняті з озброєння у 1941 році.

## Модифікації
- Tank, Cruiser, Mark I— перша серійна модифікація, випущено 13 одиниць
- Tank, Cruiser, Mark II— модифікація з поліпшеною установкою гармати, випущено 138 одиниць
- Tank, Cruiser, Mark IICS — варіант «безпосередньої підтримки» (англ. Close Support) з 94-мм гаубицею замість гармати, випущено близько 30 одиниць